# Chiesa di Sant'Eusebio (Pasturo)
La chiesa di Sant'Eusebio è la parrocchiale di Pasturo, in provincia di Lecco e arcidiocesi di Milano; fa parte del decanato di Primaluna.

## Storia
Le più antiche attestazioni della presenza della chiesa risalgono al tardo Duecento. Secondo alcuni documenti del 1343 la chiesa era in quell'epoca di recente realizzazione: si trattava di un piccolo edificio con l'altare situato dove oggi si trova il battistero e la porta d'ingresso vicino al campanile. Nello stesso anno, la chiesa venne elevata al rango di parrocchiale. La consacrazione risale al 18 novembre 1355 con frate Agostino dei Minori Agostiniani, vicario dell'arcivescovo Roberto Visconti.
Il 25 ottobre 1566 Carlo Borromeo, arcivescovo di Milano, giunse in visita pastorale: per due secoli l'edificio non aveva subito grandi modifiche, ad eccezione di qualche piccolo rifacimento. Risultando di capienza insufficiente per la sua comunità e di brutta conformazione, l'arcivescovo ordinò l'ingrandimento della chiesa. I lavori iniziarono solo nel 1596 e l'edificio fu allungato verso sud, andando ad occupare in parte il cimitero adiacente. L'abside della vecchia struttura fu conservato e riadattato a battistero. La chiesa ampliata fu consacrata, per incarico del cardinale Federico Borromeo, da Francesco Maria Abbiati, vescovo di Bobbio, il 5 luglio 1628.
Nel 1970, per l'adeguamento liturgico seguito al Concilio Vaticano II, fu ristrutturato il presbiterio e fu realizzato il nuovo altare rivolto verso i fedeli, che venne consacrato il 22 novembre 1972 da Ferdinando Maggioni, vicario generale dell'arcidiocesi di Milano.

## Descrizione
Secondo alcuni studi di Giovanna Virgilio, in un vano addossato al lato occidentale della chiesa e sulla parete sinistra della navata, in corrispondenza del vecchio presbiterio, sono conservate alcune parti delle decorazioni dell'edificio originario: i primi raffigurano San Giorgio e un volto femminile, forse una Madonna in trono, e sono databili intorno alla seconda metà del XV secolo, mentre i secondi, all'interno della chiesa, raffigurano vari santi opere di diversi artisti. Tra le opere, una Crocifissione (attribuita alla scuola di Giotto) e una Storia di San Giuliano.
Il presbiterio ospita un altare marmoreo con tempietto del 1777, ai cui lati sono appese due tele novecentesche opere di Paolo Carpi. Gli stucchi, in stile barocco, furono realizzati dagli Aliprandi. 
Nella cappella sinistra si trova una statua seicentesca raffigurante la Madonna del Rosario, mentre sulle pareti e sul sottarco sono visibili frammenti di affreschi della fine del XVI secolo raffiguranti alcuni episodi della vita di Maria e altre sante.
Opposta alla cappella della Madonna si trova la cappella dei Santi Sebastiano e Rocco, raffigurati nella pala d'altare seicentesca. Sulle pareti laterali della cappella si trovano due tele eseguite da Luigi Reali nel 1645 e raffiguranti il Battesimo di Sant'Eusebio e Santa Restituta presenta i figli al Papa. Dello stesso autore sono le tele poste sulla parete destra della navata con il Martirio di Sant'Eusebio e il Martirio di San Calimero, dipinte nel 1658. Di Reali sono anche l'affresco con Sant'Eusebio e San Biagio vescovo del 1643 e il Ritratto di Sant'Eusebio nella sacrestia.
All'estate del 1885 risalgono la Giustizia e le Virtù teologali, affrescate da Antonio Sibella di Rota Fuori sulla volta della navata, così come gli angeli dipinti dal canzese Luigi Follatelli nell'area del presbiterio. Gli affreschi della facciata furono invece realizzati da Luigi Tagliaferri nel 1873. 
A Giancarlo Vitali si devono invece sia i dipinti delle tavole della Via Crucis sia gli affreschi realizzati nelle vele della navata e sulle pareti del battistero. In una delle vele, un'insolita rappresentazione di Sant'Ambrogio da giovae, opera dello stesso pittore bellanese.
L'organo della chiesa su posizionato nel 1734, mentre i due confessionali, pregiate opere lignee, risalgono al 1698 e al 1781.